# Федотов, Алексей Леонидович
Алексе́й Леони́дович Федо́тов (род. 29 июня 1949) — российский дипломат. Чрезвычайный и полномочный посол (2001). Заслуженный работник дипломатической службы Российской Федерации (2019).

## Биография
В 1972 году окончил МГИМО МИД СССР. Кандидат юридических наук. Владеет английским и сингальским языками.
- В 1972—1974 годах — дежурный референт Посольства СССР в Шри-Ланке.
- В 1974—1978 годах — сотрудник отдела Южной Азии МИД СССР.
- В 1978—1983 годах — сотрудник Секретариата заместителя министра, помощник заместителя министра иностранных дел СССР.
- В 1983—1985 годах — советник Посольства СССР в Сингапуре.
- В 1985—1986 годах — советник отдела Юго-Восточной Азии МИД СССР.
- В 1986—1992 годах — сотрудник, заведующий отделом — заместитель начальника Общего секретариата МИД СССР.
- В 1992—1996 годах — начальник управления — заместитель Исполнительного секретаря, заместитель директора Департамента — Исполнительного секретариата, заместитель Исполнительного секретаря МИД Российской Федерации.
- В 1996—2000 годах — директор Департамента кадров МИД РФ, член Коллегии министерства.
- В 2000—2004 годах — заместитель министра иностранных дел Российской Федерации[1][2].
- С 11 марта 2004 по 30 августа 2010 года — чрезвычайный и полномочный посол Российской Федерации в Чехии[3][4].
- В 2010—2014 годах — посол по особым поручениям, Генеральный инспектор, член Коллегии МИД РФ.
- С 10 сентября 2014 по 23 октября 2020 года — чрезвычайный и полномочный посол Российской Федерации в Словакии[5][6].

Участвовал в работе международных организаций. В 1996—2004 годах — член Комиссии по международной гражданской службе (КМГС) ООН.

## Семья
Женат. Имеет двоих детей.

## Награды
- Почётный работник Дипломатической службы Российской Федерации (2002).
- Благодарность президента Российской Федерации (12 ноября 2008) — за заслуги в деле увековечивания памяти погибших при защите Отечества и активную работу по сохранению монументов, памятников и воинских захоронений[7].
- Орден Дружбы (2 февраля 2009) — за большой вклад в реализацию внешнеполитического курса Российской Федерации, многолетнюю безупречную дипломатическую службу[8].
- Заслуженный работник дипломатической службы Российской Федерации (23 августа 2019) — за большой вклад в реализацию внешнеполитического курса Российской Федерации и многолетнюю добросовестную дипломатическую службу[9].

## Дипломатический ранг
- Чрезвычайный и полномочный посол (4 октября 2001)[10]